# Omphalocarpum mayumbense
Omphalocarpum mayumbense là một loài thực vật có hoa trong họ Hồng xiêm. Loài này được Greves mô tả khoa học đầu tiên năm 1927.